# Suður á Nakki
Suður á Nakki è una montagna alta 703 metri sul mare situata sull'isola di Kunoy, ottava isola per grandezza dell'arcipelago delle Isole Fær Øer, amministrativamente parte della Danimarca.
È la quarantaduesima montagna, per altezza, dell'intero arcipelago, e la settima, sempre per altezza, dell'isola.
Condivide la stessa altezza con altre due montagne dell'arcipelago: Víkartindur e Gomlumannatindur.
La montagna è situata all'estremità meridionale dell'isola, nei pressi del villaggio di Harald Sund, abitato più meridionale dell'isola.

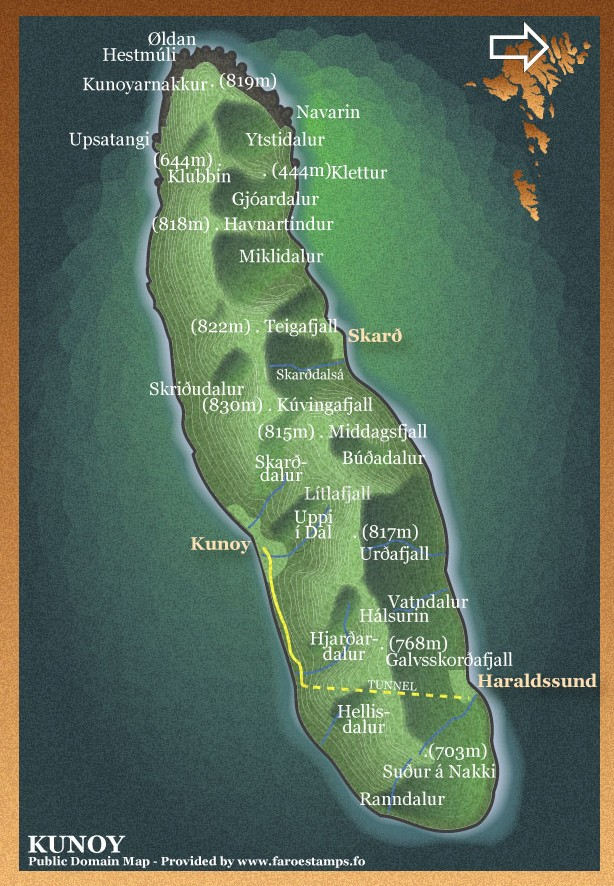
Isola di Kunoy, mappa delle località e delle alture